# Ishikari
Ishikari (石狩市, Ishikari-shi) és una ciutat i municipi de la subprefectura d'Ishikari, a Hokkaido, Japó. Ishikari, municipi que dona nom a la subprefectura on es troba, és el 15é municipi més poblat de Hokkaido i es troba a l'àrea metropolitana de Sapporo. La seua població el 2019 va ser de 58.289 persones.

## Geografia
El municipi d'Ishikari es troba al nord de la subprefectura del mateix nom. Limita al sud amb la ciutat i capital subprefectural, Sapporo. A l'oest es troba la mar del Japó i, en concret, el golf d'Ishikari amb el seu port. Al nord limita amb el municipi de Mashike, a la subprefectura de Rumoi i a l'est amb els municipis de Tōbetsu, a la mateixa subprefectura i Shintotsukawa, a la subprefectura de Sorachi.

## Història

### Cronologia
- 1902: Es funda el municipi d'Ishikari.
- 1907: Ishikari absorbeix la vila de Hanakawa.
- 1996: Ishikari es promocionada a l'status de ciutat.
- 2005: Els municipis d'Atsuta i Hamamasu són absorbits per Ishikari.

## Administració

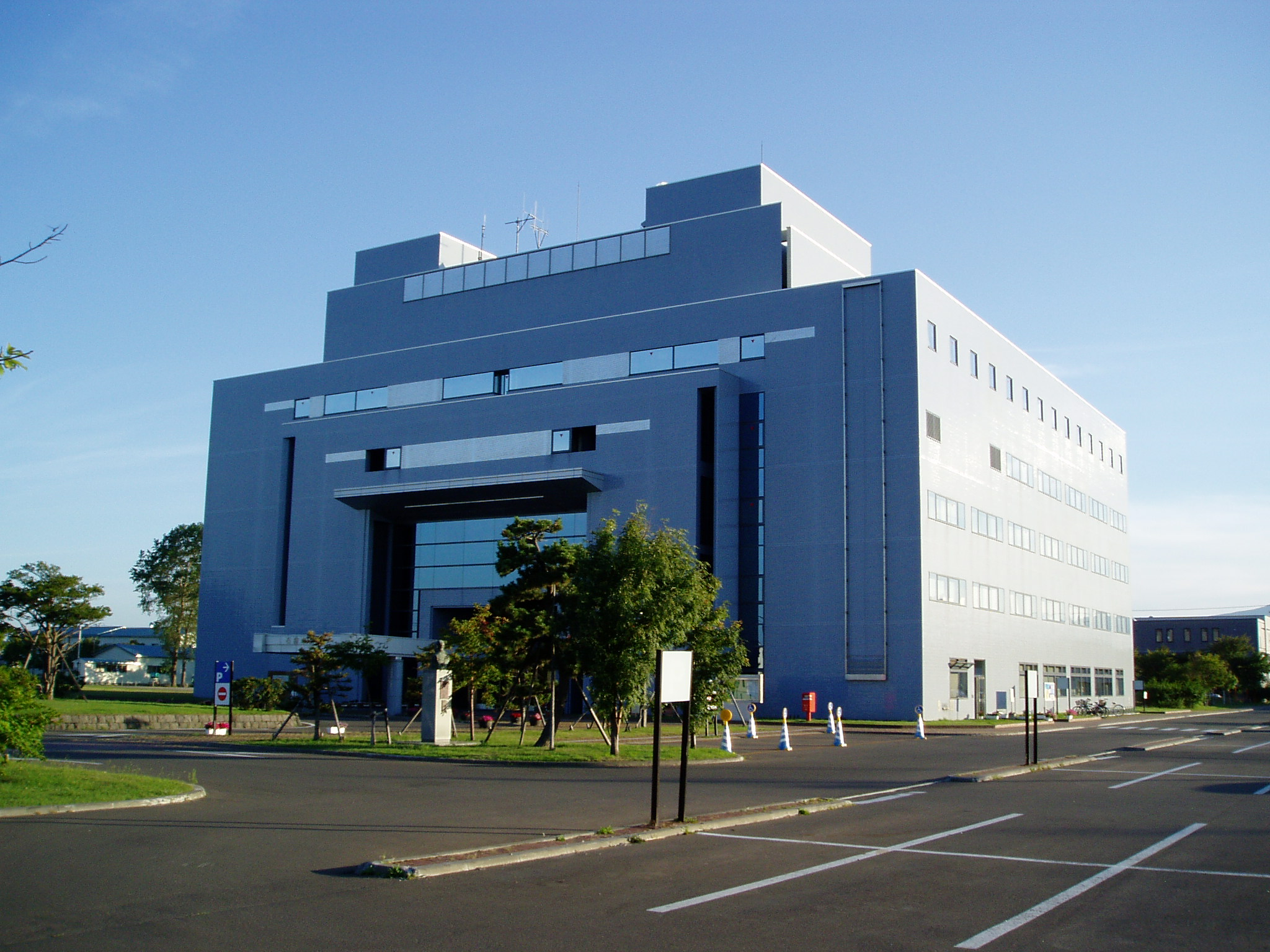
Edifici de l'ajuntament d'Ishikari

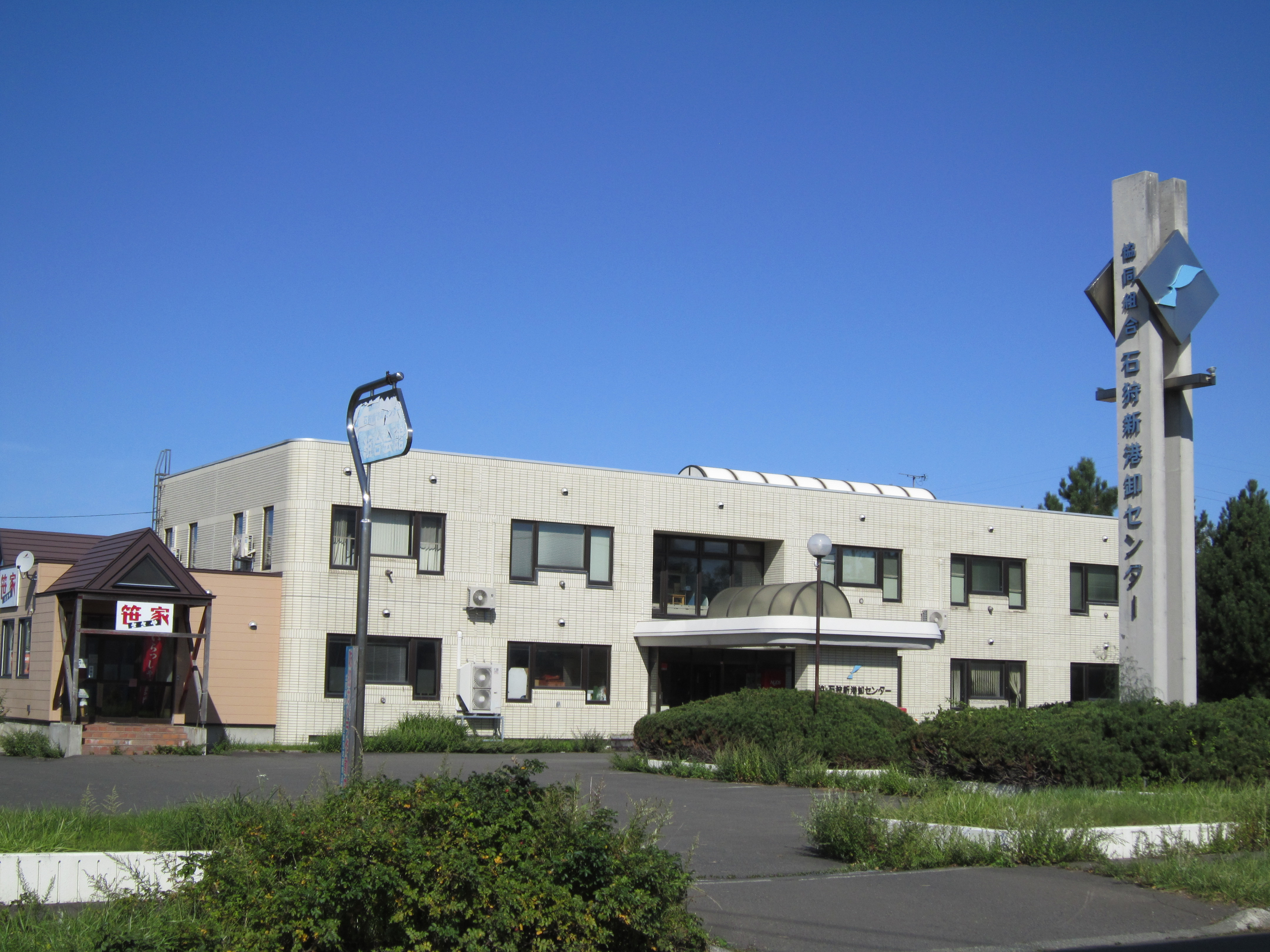
Centre cívic d'Oroshi

### Assemblea municipal
La composició del ple municipal d'Ishikari és la següent:
| Partit | Partit                         | Partit | Regidors |
| ------ | ------------------------------ | ------ | -------- |
|        | Grup Ishisei                   | PLD    | 7 / 22   |
|        | Assemblea Ciutadana Reformista | PDC    | 6 / 22   |
|        | Partit Comunista del Japó      | PCJ    | 3 / 22   |
|        | Kōmeitō                        | KMT    | 2 / 22   |
|        | Independents                   |        | 2 / 22   |
|        | Escons vacants                 |        | 0 / 22   |

### Alcaldes
En aquesta taula només es reflecteixen els alcaldes democràtics, és a dir, des de l'any 1947. Cal recordar que la ciutat d'Ishikari es fundà l'any 1996.
| Període   | Alcalde         | Partit |
| --------- | --------------- | ------ |
| 1996-1999 | Eiji Saitō      | Ind    |
| 1999-2019 | Katsusuke Taoka | Ind    |
| 2019-     | Tatsuyuki Katō  | Ind    |

## Demografia
Ishikari va començar a créixer demogràficament a la dècada de 1980, una miqueta més tard que la resta de municipis del seu entorn, que ho feren als 1950, 1960 o inclús 1970 per la incipient expansió de Sapporo. Ishikari no només és una ciutat dormitori de Sapporo vivint treballadors que es desplacen tots els dies a la capital i alguns campus de les universitats de Hokkaido, sinó que és un port pesquer i de mercaderies de relativa importància per a l'abastiment de la capital. No obstant això, des de mitjans de la dècada dels 2000 la població d'Ishikari ha anat entrant en creixement negatiu, tot i que es pot dir que es manté estable.
| 1920   | 1930   | 1940   | 1950   | 1960   | 1970   | 1980   | 1990   | 2000   | 2010   | 2020   |
| ------ | ------ | ------ | ------ | ------ | ------ | ------ | ------ | ------ | ------ | ------ |
| 21.201 | 20.363 | 17.782 | 24.762 | 23.028 | 20.487 | 40.783 | 53.143 | 59.734 | 59.443 | 58.289 |

## Ciutats agermanades
- Campbell River, Colúmbia Britànica, Canadà (1983)[2]
- Vànino, krai de Khabàrovsk, Rússia (1993)
- Pengzhou, província de Sichuan, RPX (2000)
- Wajima, prefectura d'Ishikawa, Japó (2012)
- Onna, prefectura d'Okinawa, Japó (2013)